# Kohlfurth (Quartier)
Kohlfurth (häufig auch Kohlfurt) ist ein Wohnquartier im Wuppertaler Stadtbezirk Cronenberg an der durch die Wupper gebildete Grenze zu Solingen. Auf der gegenüberliegenden Seite der Wupper befindet sich eine gleichnamige Ortslage im Solinger Stadtbezirk Solingen-Mitte.

## Etymologie
Zu der etymologischen Herkunft des Namens gibt es zwei Deutungen. Die erste besagt, dass der Namen von einer Kohlenfurth stammt, also einer Furt durch die Wupper, auf der Kohlentransporte von der Ruhr nach Solingen durchgeführt wurden. Die wahrscheinlichere ist die Ableitung einer Hofbezeichnung nach dem Külfbach, der bei Kohlfurth in die Wupper mündet. So wird 1471 Hof „in der Kolve“; 1598 Kulfert; 1656 Kullff; 1659 Kolfert; 1690 Kolffurt notiert. Kolf, Kolve oder Külf bedeutet Wasserloch.

## Beschreibung
Wuppertal-Kohlfurth gliedert sich in drei Teile. Auf der Höhe der Kohlfurther Brücke befindet sich die Ortslage Kohlfurtherbrücke, etwas wupperabwärts liegt Unterkohlfurth mit der Außenstelle Schütt, an der serpentinenreichen Straße nach Berghausen auf dem Cronenberger Bergrücken liegt Oberkohlfurth.
Ein hölzerner Vorgängerbau der Kohlfurther Brücke wurde 1363 erstmals urkundlich erwähnt. In der Urkunde wird ein Verkauf des bergischen Grafenhauses „Hof Solingen“ mit allen Rechten, darunter auch die „Fischerey in der Wipperen boeven der Kolferder bruggen“, an die Abtei Altenberg erwähnt. Ebenfalls urkundlich belegt sind 1694 zwei Hammerwerke. Daraus wurden später Schleifkotten, in denen die erste Dampfkesselanlage auf Cronenberger Gebiet installiert wurde. Neben der Brücke sind einige Wohnhäuser aus der ersten Hälfte des 19. Jahrhunderts unter Baudenkmalschutz gestellt worden.
Am Kaltenbach, ein Zufluss der Wupper, lagen sechs Wassertriebwerke, darunter der Kaltenbacher Hammer und das Schleifermuseum Manuelskotten, eine Außenstelle des Historischen Zentrums Wuppertal. An der Wupper lag in Höhe der heutigen Kläranlage der Werther Kotten, einer der zwei Cronenberger Schleifkotten an der Wupper.
Über die Kohlfurther Brücke führte ab 1914 auch die meterspurige Straßenbahn von Cronenberg nach Solingen, bis 1969 wurde die Strecke als Linie 5 betrieben. An der Kohlfurther Brücke betreibt der Verein „Bergische Museumsbahnen e. V.“ das Bergische Straßenbahnmuseum (BSM) und führt an bestimmten Tagen einen Museums-Straßenbahnbetrieb auf einem Teilstück der alten Straßenbahnstrecke durch das Kaltenbachtal durch.
Erschlossen wird die Kohlfurth von der Landesstraße 74, die vom Sonnborner Kreuz entlang der Wupper durchs Burgholz bis hier führt. Auf historischem Pfad führen am Jacobsberg von Cronenberg die Solinger Straße und von Solingen die Cronenberger Straße zur Kohlfurth. Sie ist als Landesstraße 427 ausgewiesen.
Überregional beliebt sind die gastronomische Betriebe Café Hubraum (in Solingen) und das Strandcafe. Sie sind das Ziel zahlreicher motorisierter Zweiradfahrer aus dem gesamten bergischen Raum.

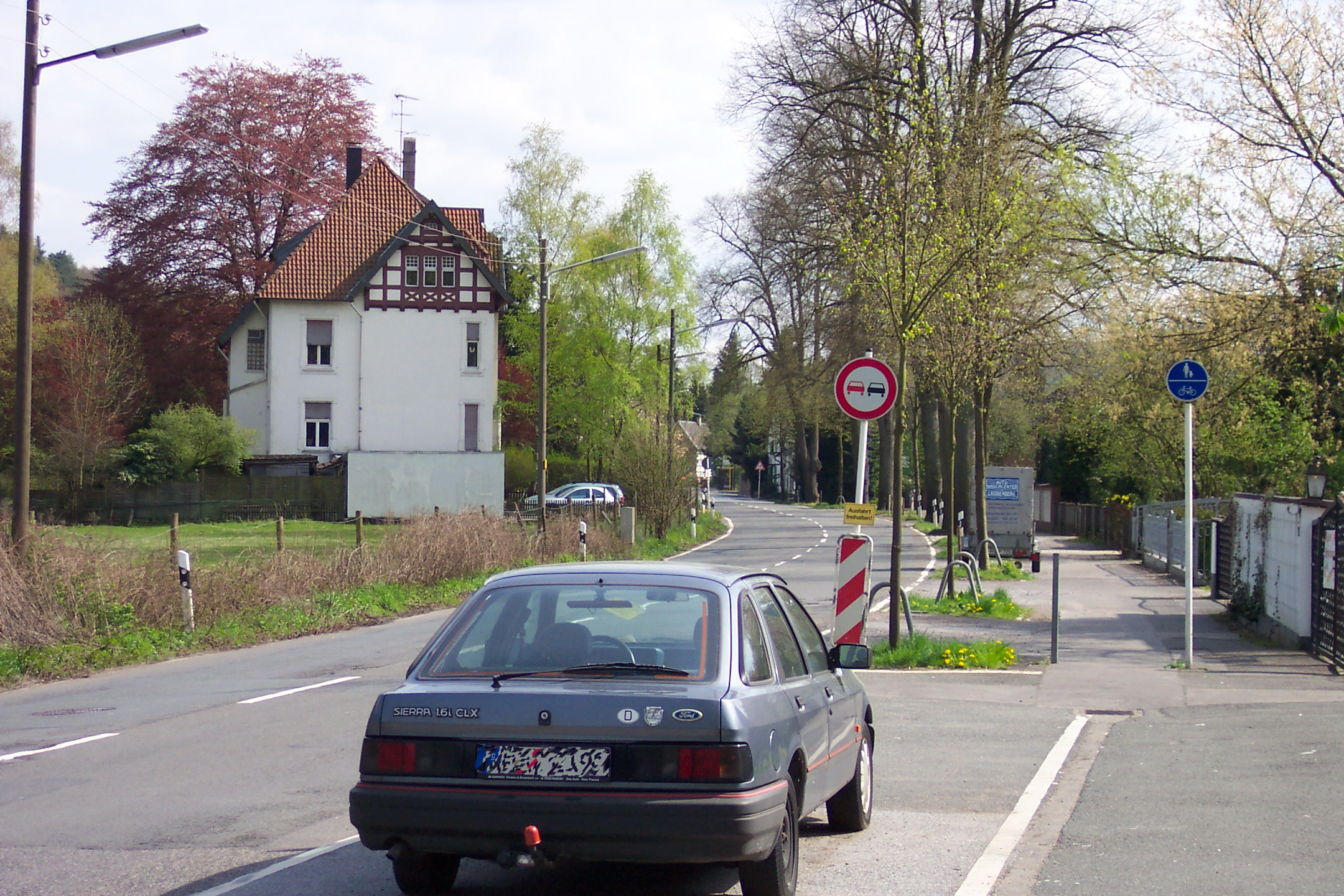
Nördliche Zufahrt zur Kohlfurth
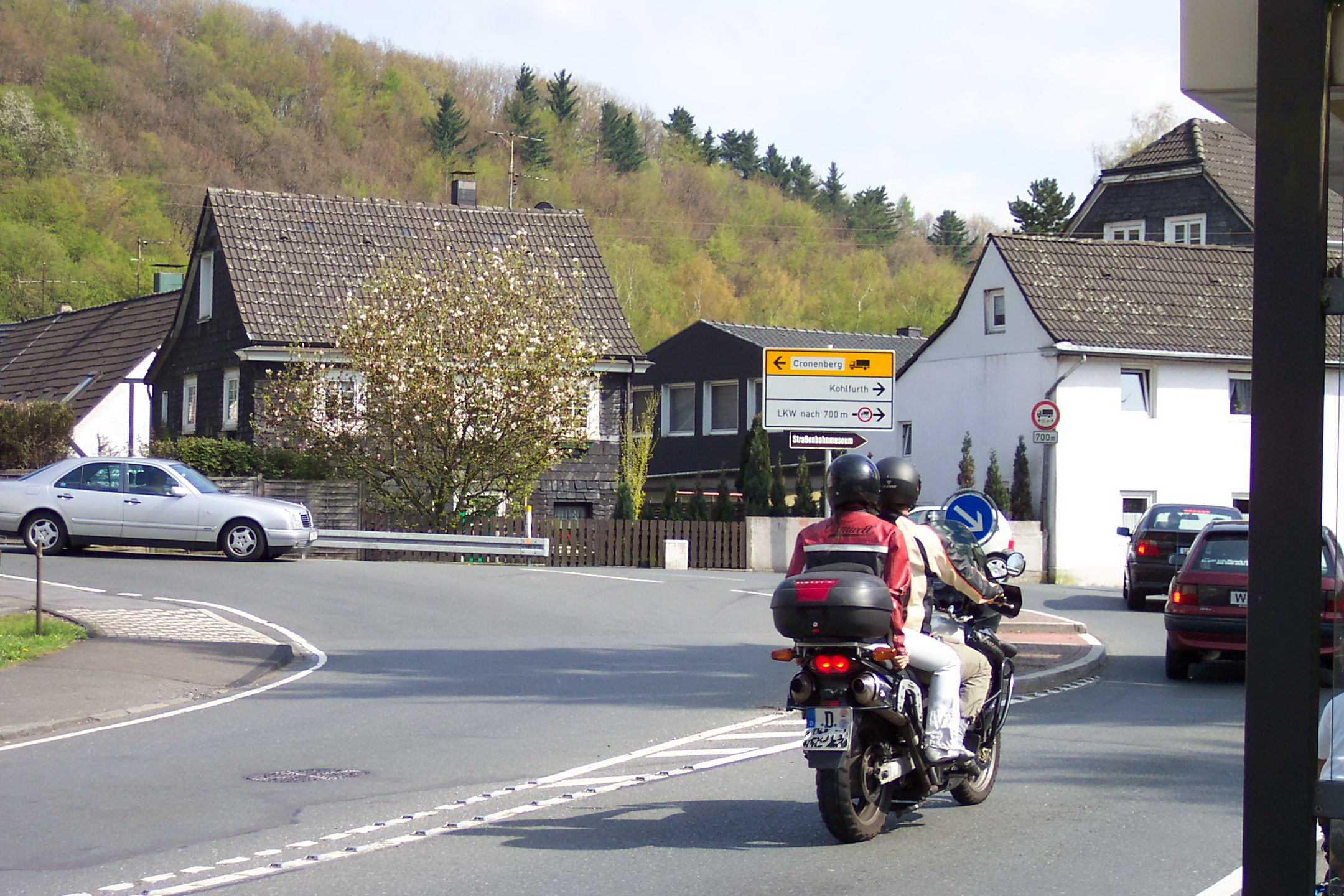
An der Kreuzung nach Cronenberg
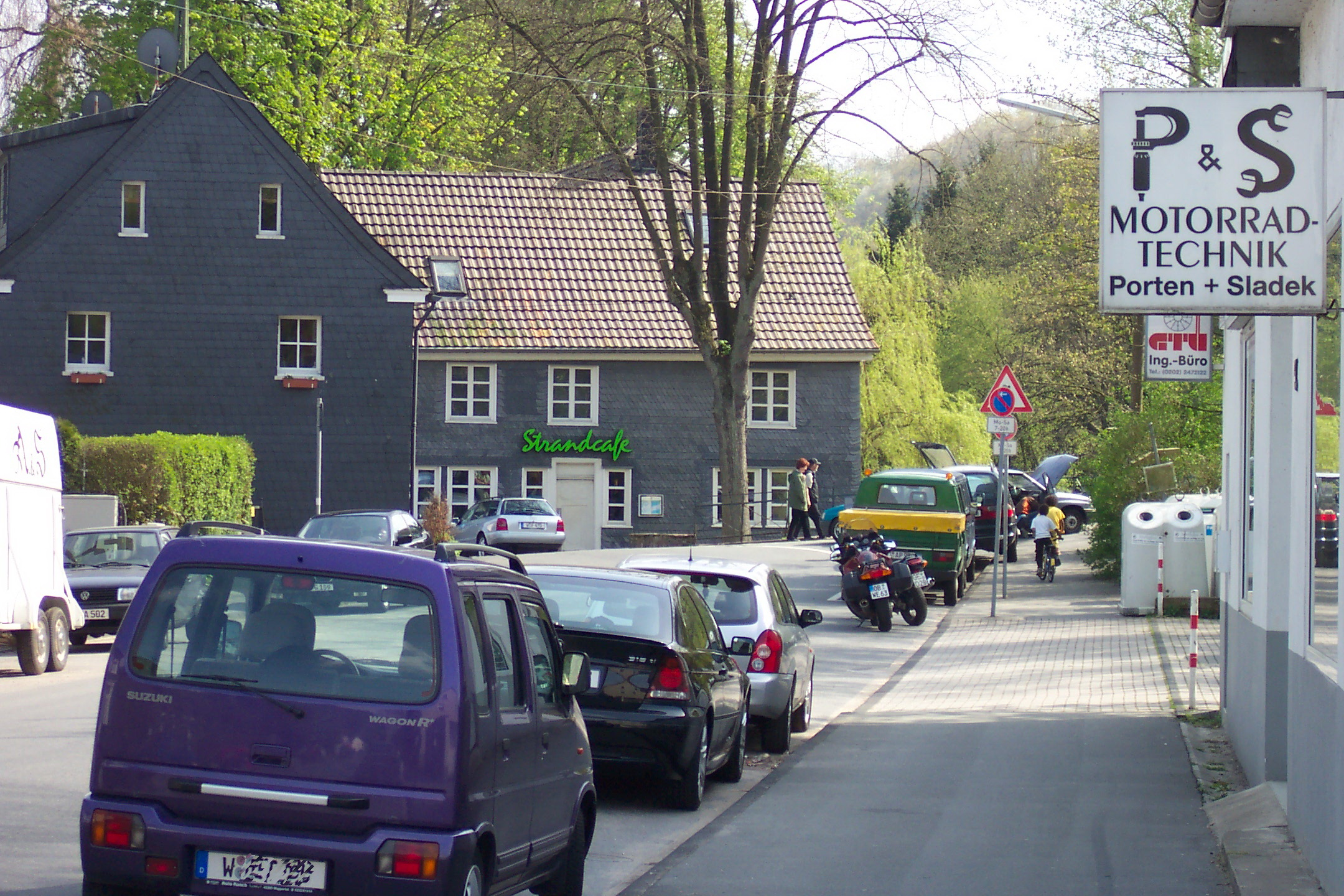
Rechts zur Kohlfurther Brücke, im Hintergrund das Strandcafé
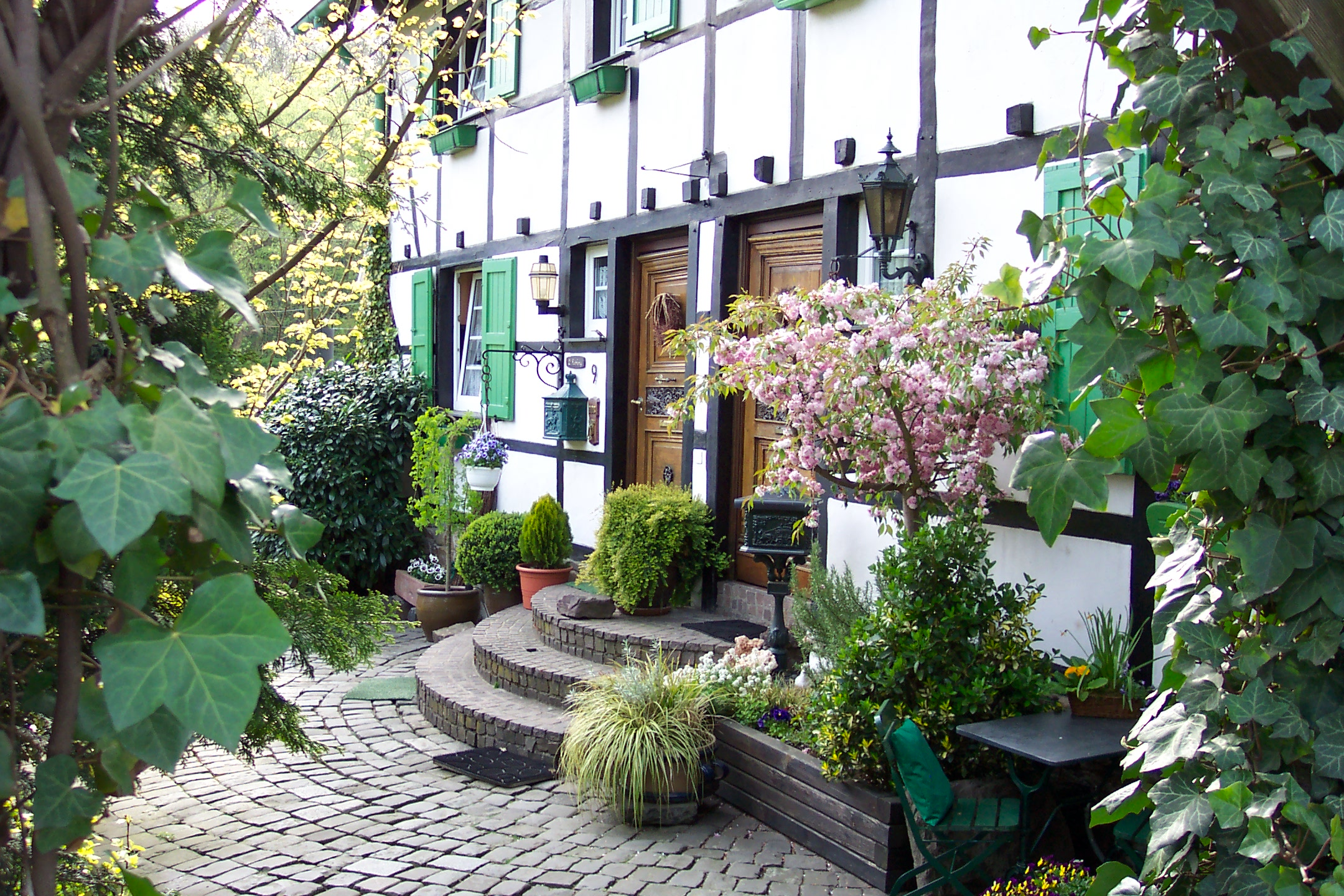
Aufwändig gestalteter Eingang eines Hauses im bergischen Stil